# Мария Луиза Орлеанская (1896—1973)
Мария Луиза Фердинанда Шарлотта Генриетта (фр. Marie Louise Ferdinande Charlotte Henriette, Нёйи-сюр-Сен, 31 декабря 1896 — Нью-Йорк, 8 марта 1973) — старшая дочь Эммануэля Орлеанского, герцога Вандома и его супруги Генриетты Бельгийской.
12 декабря 1916 года вышла замуж за Филиппа Бурбона Обеих Сицилий, сына Альфонсо Бурбона-Сицилийского, графа ди Казерта. 16 апреля 1917 родился сын Гаэтан. В 1925 году пара развелась, а в 1928 году Мария Луиза вышла замуж вторично, за Уолтера Кингсленда (1888—1961).